# Stenophrus compressus
Stenophrus compressus är en stekelart som beskrevs av Förster 1841. Stenophrus compressus ingår i släktet Stenophrus, och familjen puppglanssteklar. Arten är reproducerande i Sverige.